# Marie-Cunégonde Huin
Marie-Cunégonde Huin est une artiste-peintre et miniaturiste française née à Strasbourg le 4 juillet 1767 et morte à Metz le 25 septembre 1840. Élève de Jacques-Louis David, elle expose au Salon de 1796 à 1801 sous les appellations de citoyenne Huin, puis de Mlle Huin.

## Biographie
Née à Strasbourg le 4 juillet 1767, Marie-Cunégonde Huin est la fille du peintre Charles-Alexis Huin et de sa seconde épouse, Marie-Odile Dorlan. Deux fils, André-Antoine, né le 31 août 1764 et Joseph-Antoine, né en 1772, complètent la famille,,. Charles-Alexis Huin a aussi eu un autre fils, Charles-Jacques, le 20 janvier 1760, avec sa première épouse.

## Iconographie
Charles-Alexis Huin peint en 1785 un portrait de sa fille, maintenant conservé à la Bibliothèque humaniste de Sélestat. L'oeuvre s'inspire de la Fille à la fenêtre de Rembrandt.